# Louis Dicaire
Louis Dicaire (Montreal, Quebec, Canadá, 29 de agosto de 1946 - 19 de julio de 2020) fue un obispo católico canadiense. Fue obispo auxiliar de Saint-Jean-Longueuil.

## Biografía
Nacido en Montreal, Dicaire se educó en el Collège André-Grasset y el Collège Saint-Jean-Vianney. Obtuvo su licenciatura en Teología en 1973 y fue ordenado sacerdote el 20 de enero de 1974. Obtuvo su maestría en Cuidado Pastoral en la Université de Sherbrooke en 1983.
De 1983 a 1985, Dicaire fue a Roma, Italia, donde estudió Teología dogmática y teología sacramental en la Pontificia Universidad Gregoriana y en el Pontificio Ateneo de San Anselmo. Ejerció su ministerio en varias parroquias: Beato Juan XXIII, Purificación de la Santísima Virgen María, Santa Colette y San José de Mont-Royal.
Dicaire se desempeñó como capellán de Mount Royal Scouts and Guides, secretario episcopal y fue nombrado Capellán de Su Santidad por la Santa Sede. De 1996 a 1999 fue vicario episcopal para la región de East Montreal. En 1999 fue nombrado obispo auxiliar de Montreal y obispo titular de Tizica, cargo para el que fue consagrado el 25 de marzo por el cardenal Jean-Claude Turcotte. Hasta el 2002, fue responsable de las instalaciones parroquiales.
En 2001 Dicaire fue nombrado Vicario General de la Arquidiócesis por un año. Fue nombrado Rector de María, Reina del Mundo, en la Catedral de Montreal. En junio de 2004 fue nombrado obispo auxiliar de la diócesis católica romana de Saint-Jean-Longueuil. En la Asamblea de Obispos Católicos de Quebec, se desempeñó como miembro del Comité de liturgia, teología y comunicaciones sociales.
Falleció el 19 de julio del 2020 en su Montreal natal.